# Pista de Ciclismo de Tabriz
La Pista de Ciclismo de Tabriz (en persa: پیست دوچرخه‌سواری فجر یادگار امام تبریز) es un recinto deportivo usado habitualmente como pista de ciclismo en la localidad de Tabriz, en el país asiático de Irán. El espacio está al lado del estadio de Sahand y forma parte del proyecto de la villa olímpica de Tabriz. Fue inaugurado oficialmente en febrero de 2011. 